# Simone Mabille-Leblanc
Simone Mabille-Leblanc (Ressaix, 15 augustus 1919 - 19 augustus 1994) was een Belgisch volksvertegenwoordiger, senator en burgemeester.

## Levensloop
Beroepshalve handelaarster, werd Simone Leblanc in 1964 gemeenteraadslid en in 1971 burgemeester van Binche.
Van 1965 tot 1971 was ze voor de PLP lid van de Kamer van volksvertegenwoordigers voor het arrondissement Thuin. In 1971-1972 was ze vervolgens als provinciaal senator voor Henegouwen lid van de Senaat.